# ヒナまつり
『ヒナまつり』は、大武政夫による日本の漫画作品。エンターブレイン発行の隔月誌『Fellows!』volume8（2009年12月発売）に読みきりとして掲載され、同誌volume11B（2010年6月発売）より正式に連載を開始する。『Fellows!』が年10回刊『ハルタ』へと誌名を変更した2013年以降も毎号連載を続け、volume76をもって完結した。
作者の大武は猿渡哲也のアシスタント出身。作者にとっての初連載、初単行本化作品にして初アニメ化作品となった。

## ストーリー
若手ヤクザ・新田義史の部屋に、突然超能力者であるヒナが楕円形の物体に包まれて現れる。新田は超能力を恐れヒナを家から追い出せずにいたが、ヒナがズボラで何も出来ない性格だと知りついつい世話を焼いてしまう。同時にヒナは自分の超能力を利用しようとしない新田を信頼していく。
そんな中、新田の所属する暴力団の組長が襲われ、新田一人で相手の暴力団に殴り込むことになってしまう。新田が悩んでいると、ヒナが自ら協力を申し出る。新田は断ろうとしたが、ヒナは従わず敵の暴力団事務所を壊滅させた。新田は恩を感じ、正式にヒナと一緒に暮らすようになる。
そうして、常識知らずの超能力者・ヒナ、それに振り回されるヤクザ・新田、そして周囲の人々のドタバタした結果オーライな日常が繰り広げられていく。

## 登場人物

### 主要人物
ヒナ
声 - 田中貴子
本作の主人公。未来から飛ばされてきた少女。強力な念動力を使え、前にいた場所（組織）ではその力を大人にいいように使われていたという過去がある。
斑鳩曰く「最高傑作」で念動力の力は強いが制御に難があり、暴走しやすい体質で、暴走を防ぐため普段から適度に力を放出している。以前暴走した際に街をひとつ吹き飛ばしたこともあり追い出されたのはそれが原因。「首輪」と言われる喉に仕掛けられた装置で組織に従っていたが、暴走した際に偶然壊れている。
口数が少なく、いつも無表情。我儘かつズボラで、いつも遊ぶか食べるか寝ているかの生活で新田の意図を読まない自由気ままな言動で窮地に追い込んだりすることも多いが、反面息の合った掛け合いを見せることもある。当初は新田が言うことを聞かないと超能力で痛めつけたり脅したりして言うことを聞かせていたが、新田に怒られるのが嫌で逃げたり、追い出されるのを恐れて家事をやって機嫌を取ろうとしたり、参観日に来てもらえないと拗ねるなど、次第に普通の親子のような関係になってきた。
新田のことを「新田」と名字で呼ぶが、対外的には新田の娘として通しており、「新田ヒナ」として豊島区立渡辺中学校1年3組に編入した。ただしヒナの実年齢は不明。学校では寝ていることも多くテストの点数も悪い。学校での楽しみといえば給食が大半を占めている。また教室では瞳、さよ、貴志、ケンゴと一緒にいることが多い。生徒会長に立候補したが、1年生は書記にしかなれないことを聞かないまま書記に当選（無論ヒナ本人は生徒会長に落選したと思い込んでいる）。しかし持ち前のズボラさから、生徒会に全く出席せず、結局瞳が代役を務める羽目になる。学校内外を問わず一部を除いて概ね好意的に見られており、詩子には気に入られ、芦川組の組長（親父）には実の孫娘のように可愛がられている。また組織の刺客だったアンズもヒナに敗北してからは友好的な関係を築いている。
単行本10巻では中退者や不良の多い帝辺高校に進学しており、容姿も当初に比べて成長し感情表現も豊かになっている。入学当初から弁当が冷めてマズイという理由から不登校となり、登校後もほぼ全時間授業中に寝ていたり、授業中に教室でご飯を炊くなどマイペースで周囲をドン引きさせるが、新田が作った弁当がきっかけで打ち解ける。精神面でもある程度は成長しており、新しいパソコンを買うために始めた喫茶店でのアルバイトも特に問題無くこなしていた。その後も自分の超能力を手品と偽ってキャバクラでアルバイトをして大金を稼いでいたりと中学時代よりも世間慣れしている。
未来を変えることには関心がなかったが、“ロックージョン”が成功した未来では自分が新田ともに暮らしVRMMORPGをひたすらしていることを知ってネオセントラルパークを結成し“ロックージョン”を成功させようとする。ネオセントラルパークでは超能力を使って四郎の動きを再現しギターを演奏している。
食いしん坊で高級食材を好み、特にイクラが好物だが、実際には高級品と低級品を区別できる味覚を持ち合わせていない。
かなりのゲーマーでレトロゲーム、携帯機用ゲーム、家庭機用ゲーム、PCゲームなど幅広く遊んでいる。PCゲームの環境を整えるためにバイトをしたり、ゲーム専門の学校で授業中に寝ないように超能力を使うなど、ゲームの為ならば、努力は惜しまない。
新田を念動力で度々動かしていく内に、人体操作（人型人形を含む）の技術が向上していっており、新田一人の単純な操作に始まり、新田一人の細やかな操作、複数人操作、料理や掃除なども含む技術的な操作、更には無意識下による性格なども配慮した自動遠隔操作から、音楽バンド複数人（自分含む）の完璧な演奏をこなす技術操作までと確実に成長していっている。自身の髪の毛の再植毛といった離れ業、新田そっくりの人形作成、音楽バンド操作では観衆も認める見事な演奏など念動力操作の向上やそれを生かした凄まじい才能も見せている。
新田 義史（にった よしふみ）
声 - 中島ヨシキ
芦川組の若手ヤクザ。金髪のオールバックで、左眉部分に傷跡があり、両肩には彫り物も入れているが、いわゆる武闘派ではなくインテリヤクザ。金儲けが上手く金融会社や経営コンサルティング会社「YNコンサルティング」を経営しており、会社では「社長」と呼ばれている。趣味は骨董品収集（特に壺）。几帳面で面倒見が良く論理的な性格だがトラブルに巻き込まれる体質のため気苦労が絶えない。
ヒナが現れる前はマンションに1人で暮らし派手に豪遊していた。しかしヒナが現れてからは状況が一変し、ヒナの世話係として家事一般をやらされるはめになったが、もともと実家でもぐうたらな母（声 - 仲村かおり）や妹・美佳に代わり家事を担当していたこともあり家事能力は高い。また、当初はヒナの暴力などで一方的に言うことを聞かされる場面も多かったが、関係が深まるにつれて徐々に息の合った掛け合いを見せることも多くなった。ヒナ達の過去に対して不干渉の態度をしており、彼女達と斑鳩の関係を知らなかった。
唯一事情を知っている人物としてヒナやアンズの起こす事件に巻き込まれやすく、敵対組織壊滅や土地造成などで自分の手柄になることもあるが、大抵の場合は自分の責任にされる厄介事の方が多い。またヒナの起こす事件の影響で周囲から武闘派に見られるようになる。単行本7巻の36話で、馬場の後任として若頭に出世する。大田組の郷田曰く「孤児を殺人マシーンに仕立てている」という噂が流れている。
当初は詩子に惚れており、バー「Little Song」に通っては度々口説いていたが関係は進展せず、母親を欲しがったヒナを思い、瞳の協力でデートにこぎつけたが、バツイチで子持ちであることを理由にふられている。その後詩子の休業と堕落に好意は失われ、もう完全に脈がないような発言をしたり、「ゴミクズ」と直接罵倒するまでに至る。
ヒナの高校入学と同時にマンションから一軒家に引っ越し、以前のマンションをヤクザであることを理由に追い出されたことで近隣の住民にはサラリーマンとして接していたが、ヤクザを辞めると勘違いした組の連中が押し掛けたことにより正体がばれた。ヒナのスキー合宿と林夫婦が温泉に行った時にアンズを預かった後から、非常にアンズを溺愛するようになり、週3回のペースで必ずアンズの屋台でラーメンを食べている。ラーメンによって太ることを懸念し通い始めたフィットネス教室でマオと出会う。当初はマオが超能力者であることを知らなかった。
未来を変えることには自分が関わっていないためあまり関心がなかったが、今の状況は新田と出会ったせいであると気付いた瞳によって会社の事業を徹底的に潰され、心の拠り所でもあるアンズにまで手を回され完全に追い詰められたため、瞳に忠誠を誓い以後は閣下と呼び従うようになる。瞳が日本で手掛けた事業は新田がそのまま受け継ぎ、結果的に会社の規模は倍に成長することになった。
なお本編・書籍中に年齢を示す情報はないが、11巻の単行本紹介で36歳とされている。

### 渡辺中学校
東京都豊島区にあるヒナ達が通う区立中学校。
三嶋 瞳（みしま ひとみ）
声 - 本渡楓
ヒナが通う中学校の同級生。席が隣同士のためクラスメイトからヒナの世話係にされた。新田以上の巻き込まれ体質で、ヒナのせいで校内はおろか校外においても、様々なトラブルに巻き込まれる。几帳面な上、断れない性格で、本人は「どこにでもいる普通の女の子」と考えているが、何事も器用にこなしてしまう呑みこみの速さと順応性を持ち、詩子の強引な誘いもあって、中学生にもかかわらずバー「Little Song」で深夜にバーテンダーとして働くことになる。しかもその才能はすぐに詩子を超え、バーでの力関係を逆転させてしまった。その後も詩子の策略によって、親元を離れて高級マンションで一人暮らしをするハメになり、バーの常連の依頼で様々な仕事を掛け持ちそのつながりで大きな人脈を作っていくことになる。運動は苦手なはずだが、アメリカ陸軍の訓練をこなすほどの体力が身についてしまう。英語が話せるが、アメリカ陸軍式の汚いスラング混じりの英語を覚えてしまった。
偶然が重なったことでアンズとも知り合い、友達になったが、ヒナとアンズの素性にまでは気づいていない。また知り合いに対して悪意無く無自覚に辛辣な発言をして、まわりに突っ込まれることや、人を落ちこませることがある。世話好きな気性の新田からは「可愛げが無い」と物足りなさを感じられており、起業後に仕事で鉢合わせしたことがキッカケでライバル意識を持たれる様になる。スキー合宿で遭難した際にヒナの力のことを知る(キャバクラでヒナが手を使わずにシャンパンタワーを作るのを見ているが、手品だと思っていた)。
単行本10巻において真岳高校に進学する一方、会社社長も務めている。本人は会社を起業するので進学する気はなかったが、担任松谷が自分のクラスから推薦される生徒（当初は倉敷だけ）が増えれば評価が増えると考え勝手に真岳高校への推薦を決められる。中学入学以来、身長（146センチメートル）は伸びていない。バーの常連達から一定の年齢で成長が止まる遺伝子疾患だと思われていた。父親の帰国を機会に実家に戻る。
ハルから自分の未来を聞かされ、その内容に強い責任を感じている。そして、未来を変える為に自身の経歴詐称を公表して会社を辞めて海外へと逃げるが、ひょんなことからアメリカの通信会社のCEOに転身してしまう。
このままでは未来を変えることが出来ないと、新田に相談するが新田が煮え切らない態度だったので、自分が超人会と知り合ったのもCEOになっている今の状況も新田と会ったせいであることに気付き、新田が責任を放棄している態度に激怒した。新田に協力させるため新田の会社に対して様々の妨害を行ったうえに、最終的に新田の心の拠り所にしているアンズに出資の話を出し徹底的に追い詰めたことで、新田を未来を変える協力をする忠実なる下僕にしたが、瞳自身はそこまでは求めていなかった。その後新田に瞳が日本で手掛けた事業をそのまま受け継がせた。
松谷 翼（まつたに つばさ）　
声 - 野島健児
ヒナ達のクラス担任の男性教諭。相沢曰く「まともそうでまともじゃない」。詩子の店の常連として通っているが、瞳については自身の責任問題になることと作るカクテルの上手さから別人と結論付けた。また学年主任に昇進することに執着するあまり、やはり責任問題を恐れてヒナのいじめの現場らしきものを見ても「新田にいじめをする能力はない」と結論づけ、事実を確認しないで（実際に勘違いだったが）見ぬ振りをするなど、教師としての資質に問題がある。少々マザコン気味である。ヒナ達が中学卒業後も稀に登場している。
相沢 さよ（あいざわ さよ）
声 - 小松未可子
ヒナの同級生。瞳の友達で眼鏡をかけた女子。座席は瞳の前。冷めた性格で歯に衣着せぬ言動と冷静なツッコミをすることが多く、自分が直接被害を受けないトラブルなどは傍観者的に楽しむ傾向がある。また策略家の一面もあり、ケンゴや貴志から瞳に不純異性交遊の疑いが掛けられた時には、言葉のトリックでじわじわと瞳を追い詰めていった。しかし、強気な性格に反し、運動は苦手のようで、体育の授業では異常な息切れを起こしていた。
単行本10巻において瞳と同じ高校に進学する。
下田 貴志（しもだ たかし）
声 - 近木裕哉
ヒナの同級生。学校内外でもケンゴとつるんでいることが多い。瞳に好意を寄せている模様だが、殴られるのをご褒美というなどマゾ気質を見せる。スキー合宿で遭難した際にヒナの力のことを知る。単行本10巻においてヒナと同じ高校に進学し同じクラスである。
中田 ケンゴ（なかた ケンゴ）
声 - 市川太一
ヒナの同級生で坊主頭の男子。学校内外でも貴志と一緒にいることが多い。スキー合宿で遭難した際にヒナの力のことを知る。単行本10巻においてヒナと同じ高校に進学し同じクラスである。
新庄 マミ（しんじょう マミ）
声 - 鈴木絵理
ヒナの同級生でオカルト雑誌やオカルト本などを愛読する少女。偶然、学校でヒナが超能力を使うところを見てしまい弟子入りをするが、一向に終わらない修行に嫌気が差したヒナが、いかにもマミが超能力を使えているかのように力を使ったため、自分が超能力少女になったと勘違いしてしまった。その後、クラスメイトの前で披露しようとするが失敗して2日間引きこもった。
母親には授業参観で最近娘が甘えてこなくなったことを寂しがられ、夕食のオムライスに「MAMILOVE」と書かれるなど溺愛されている。
単行本10巻においてヒナと同じ高校に進学し同じクラスである。クラスではボッチ。ヒナやケンゴ、貴志らを幽霊部員扱いで加えた超常現象同好会を発足させるが、いつも部員達はさっさと帰宅してしまうのでまともに活動出来ていない。
倉敷（くらしき）
ヒナの同級生の女子。クラス委員長であり周りの皆からも「委員長」と呼ばれている。推薦による進学を狙い、常に先生からの印象を良くして内申点を稼ぐべく行動し、自分の得にならない話には一切関わらない。学芸会の劇においては委員長として全体を仕切り、シンデレラに配役されたヒナをフォローするなどして完成にこぎ着ける。その後当日の舞台中にヒナが転倒し頭を強打して気絶してしまい、劇を進行させることが困難になってしまうが、松谷から（劇を成功させれば）内申点アップをちらつかせる伝言を受け取ると、無理やり続行することを決断した。
単行本10巻において真岳高校に推薦で進学する。高校でも中学時代と同じく委員長となる。同じ高校である瞳やさよとは変わらず仲が良いようで、よく3人で過ごしている。異性を判断する基準として学歴と職種と収入を挙げて、さよをドン引きさせるなど、ドライな価値観にはさらに磨きがかかっている。単行本19巻のキャラクター設定によると、殺マスクと恋に落ちる予定だったが、話が長すぎてしまい、彼女の為に描く価値が無かったのでボツになった。
上記の様な性格が原因で出番が少なく、アニメ版にも登場しなかった。
前田 仁志（まえだ ひとし）
渡辺中学校の生徒で芦川組の内藤龍彦の実の息子。母子家庭で育つが、小さいころに別れた郷愁からか父親に会いたいという気持ちが強く、ヒナと共に組事務所まで直接乗り込んでいった。しかし内藤は以前息子との再会と称して騙されたことがあったため、本当の息子だと信用されず、そのショックから事務所を飛び出してしまった。後日、さよのアドバイスで電話してもオレオレ詐欺と思われて父親から金を請求される羽目となり、さらなるトラウマを負うこととなる。
瞳やさよと同じ真岳高校に進学後は、かなりのイケメンとして周囲の女子生徒に騒がれることとなる。一方で上記の騒動後もヒナとは一緒に遊ぶうちに明確に好意を抱き、想いを伝えるべく告白しようとするが、心配になり組員総出でデートを監視していた親父や父親である内藤の突然の乱入もあって失敗に終わった。

### 浅賀商店街
ヒナ達の地元である東京都豊島区浅賀にある商店街。詩子のバー「Little Song」や林夫妻の中華料理店「来々軒」などがある。
桜 詩子（さくら うたこ）
声 - 日笠陽子
新田の行きつけのバー「Little Song」の経営者兼バーテンダー。左目じりに泣きボクロがある妙齢の女性で、新田に惚れられているが、誘われてもほとんどの場合、上手くかわしてやり過ごしている。また度々新田についてくるヒナとも仲が良い。
思ったことは口にするタイプで、裏表のない代わりに少々強引なところがあり、特に瞳を見かけるとそのまま事件に巻き込むことが多い。自分の店においても中学生の瞳を大学生と詐称して無理やりバーテンとして働かせていたが、瞳のたぐい稀なる才能と生真面目さで詩子の領域が徐々に侵食され、バーでの立場がほぼ逆転してしまった。
商店街の人々と共に炊き出しのボランティアやホームレスの公園退去に反対する活動を行うなど弱者にやさしい一面や、やっさんに相談されてアンズを林夫妻に引き合わせるなど面倒見の良いところもあるが、個人的な感情で常連の松谷の支払いを上乗せしようとしたり、バーの売り上げ減少を恐れて瞳に追い込みを掛けるなど、金にがめついところも目立つ。また過去に何らかの因縁があるのか、警察を憎悪している。
瞳が高校進学を機にバーを辞める際には、瞳の靴を舐めてまで懇願し引き留めに走るが失敗し、結局店を休業して、貯金を切り崩して酒とパチスロに溺れる日々をおくっている。新田や常連客が集まりバーテンダーとして再生しようとしたが、泥酔し過ぎて記憶がなかった。結局貯金が尽きたため、バーを営業再開している。
田中（たなか）
声 - 柳田淳一
詩子のバー「Little Song」の常連で毎回頭にネクタイを巻きつけて飲んでいる男。新田には「田中のおっさん」、サブには「父ちゃん」と呼ばれており、単行本19巻でサブ、四郎と親子関係にあると明らかになった。瞳がバーテンダーになるきっかけを作った張本人。
林（はやし）夫妻
声 - 山口太郎（夫）、槇原千夏（妻）
自宅の1階で中華料理店「来々軒」を経営する夫婦。やっさんに頼まれた詩子の紹介でアンズを引き取ることになった。夫婦揃って涙もろい一面があり、アンズの今までの境遇やホームレスであったが故の常識はずれの行動や発言に涙することが多々ある。
アンズにラーメンを始めとした店の料理を教え出した矢先、区画整理で立ち退きを迫られ、やむなく店を畳むこととなる。その際アンズに養子と高校への進学を提案したが、アンズが来々軒の味を受け継ぐべく屋台のラーメン屋とひとり暮らしを始めることを選んだため、かつて夫が営んでいた屋台の販売車を提供した。最もその後も関係は普通の親子と変わらない様子で、アンズからも「お父さん」「お母さん」の呼称ですっかり呼ばれるようになっている。現在は立ち退き料で購入したマンションで二人で暮らしている。
夫の方は手が出やすい性格であり、屋台をやると言い出した際のアンズや、アンズのためにキャバクラを貸し切って絵画コンクールの祝勝会を開こうとした新田の顔面を殴ったこともある。またアンズの兄にあたる存在として実の息子がいるが、一昔前に父親と喧嘩して家を出ていったきりほとんど勘当状態にあるようで、新田の開いたアンズの絵の祝勝会で久々に再会した時もやはり喧嘩になっていた。

### 超人会
ヒナやアンズが所属していた組織。下述の「CENTRAL PARK（セントラルパーク）」のリーダー「山本アツシ」が瞳にコンサルティングを頼んだ末に出来た組織であり、超人フィットネスが母体となっている。研究所でヒナやアンズのような超能力者を人工的に生み出し、その力を利用してロック―ジョンを行おうとしていた。超能力者達は生活や教育面においてあまり人道的とは言えない処遇を受けていたようで、ヒナ達の発言や性格の変遷にそれらが現れている。ヒナ達が現代で生活している間に既に壊滅している。
アンズ
声 - 村川梨衣
ヒナを「処分」するために組織から派遣されてきた少女。ヒナと同じく念動力を使うがヒナには劣る。無表情なヒナとは異なり、表情豊かで喜怒哀楽がはっきりしている。転送直後は攻撃的で傍若無人な性格だったが、根は素直で心優しいため、人々との交流の中で徐々に性格が和らいでいった。長い髪をリボンで側頭部にまとめたサイドテールの髪型にしている。着るものには無頓着で、ラーメン屋で働くまでずっと特攻服を着ていた。「来々軒」で暮らしていた時代も、遊びや服に興味を示さない。生い立ちから他者から無条件で何かを貰うことに強い抵抗を感じている。
ヒナを追う中で暴走族「邪神龍」を壊滅させ、その総長から奪った特攻服をそのまま着用し、商店街で食い逃げ、万引きなどを行い大騒動を巻き起こすが、ついには新田の立ち会いのもとヒナと激突し敗れる。 勝負の結果としてヒナの処分を諦めることを了承しヒナとは和解したが、戻るための転送装置が故障して行き場を失い、ホームレス生活を送ることになった。
ホームレスになってからはやっさんやその仲間からホームレスとして生き抜く知恵を教わり、少しずつ人との繋がりやお金の大切さなどを学んでいった。ただし、極貧生活の影響で、金銭感覚は異常なままである。しかし単行本5巻において、寝ぐらにしていた公園が自治体の整理事業の対象になったため、仲間のホームレスたちとは別れる。その後、詩子の紹介で町内の中華料理店「来々軒」の林夫妻に引き取られることになり、店に住み込んで、出前などの手伝いをしながら暮らしている。またヒナの処分命令から戻らなかったため組織からは任務中に戦死したことにされており、完全に自由を手にすることができたが、組織にあまりにもあっさりと見限られたため自分の境遇に多少葛藤した。
林夫妻から養子の提案を受けるが、夫妻が店を閉店してしまうと知り、おじさんの味を継ぐべく屋台のラーメン屋とひとり暮らしを始める。けなげな暮らしぶりにすっかり感化された新田からはヒナよりも可愛がられるようになった。単行本14巻ではサブの入れ知恵に激怒した新田の過干渉ぶりに怒って彼を出禁にするが、のちに和解した。ラーメンの味にこだわりを見せ、日夜研究しているが、あまり成果は出ておらず新田に味の違いを気づかれなかった。
ネオセントラルパークでは超能力を使って哲二の動きを再現しベースを演奏している。
斑鳩 景（いかるが けい）
声 - 内山夕実
ヒナとアンズのいた組織の警備主任。戦闘技能を持つが超能力は使えない女性。基本的に敬語。昔はアンズ曰く「偉そうに命令していた」らしいが、暴走した際にヒナの首輪が壊れ、反抗した時に対処できなくなったので、完全にヒナに怯えて直接接触しようとしない。ヒナの調査に組織から派遣されたものの、調査は無駄と思って適当に済ませようとしたが、ヒナが一般常識（ただし、小学校低学年レベル）を身につけていることに驚き調査を続行する。また戦死したはずのアンズが生きていたことについてはあまり関心が無いようで、特に上に報告することもなく自分の身の振り方だけを心配している。わざわざペットショップで子犬を買ってくるなど、無駄に細かく同じような調査で時間がかかり持ってきた資金が尽きて日に日に貧乏になる生活に嫌気がさしてヒナに接触しアンケートで適当に答えさせて調査を終わらせるが、ヒナが転送装置を紛失していたので帰還できなかった。
生活のためスーパーで仕事を始めるが、スーパーの店長と親しくなり結婚して退職。マオのテレビ出演で再会した時に3児の母となり、さらに4人目を妊娠していることが発覚する。
アンズとマオの首輪を外すための断食に付き合う振りをして隠れて食事をとるなど、妊娠や乳児の母親であるという事情があるとはいえ、いい加減な性格も悪化している。
未来の関係者だがハルが過去に来ていることを知らなかったことと子育てで忙しいので事情は伝えられてない。
マオ
声 - 小澤亜李
斑鳩によって召喚された第3の超能力少女。ヒナ・アンズと同じく念動力を使い、二人とは面識がある。なぜか東南アジアの無人島に転送され、転送装置を紛失。そのまま無人島でサバイバル生活に陥るが、念動力で樹木からイカダを作り脱出、中国大陸へ上陸する。そこで気功少女として拳法道場の広告塔となる。CENTRAL PARKのアツシと出会ったことでヒナの所在を知り、日本へ渡る。無人島で生活していた際にヒナとアンズを模した人形を作り話しかけ(腹話術風に自分で返答している)さみしさを紛らわし、二人と再会した後も人形と会話する癖がついている。
日本で瞳の提案を受けてアツシたちと超人フィットネスを経営して成功する。宣伝のためテレビリポーターとしての活動も始め、テレビ番組で斑鳩との再会を果たすも、自分が大変だった時期に4人の子供を授かっている彼女に失望する。
仕事の繋がりで瞳に相談をしたことをキッカケに瞳を一方的に親友扱いし、瞳のスマホに293件のメッセージを送った際には「依存界のトップランナー」と呼ばれた。また、その場で瞳に相談できない時には幻覚の瞳と相談をし始め、周囲をざわつかせる。
ネオセントラルパークでは超能力を使って清丸の動きを再現しドラムを演奏している。

### 芦川組
新田が所属する稲荷会王道会傘下の暴力団。組事務所内には「仁義最高」の書が掲げられている。
芦川 良彦（あしかわ よしひこ）
声 - 柴田秀勝
芦川組の組長（親父）。新田に目をかけており、ヒナも本当の孫娘のように可愛がっている。ヒナを新田の実の娘だと思っており、その素性は知らない。抗争中の篠塚組に銃撃され入院し、その後退院したが、組事務所で新田からヒナの授業参観があることを聞いたせいで異常に興奮し、直後に胸を押さえて救急車で運ばれていった。その後はしばらく入院生活が続いている。またヒナを可愛がるあまり、ヒナの生徒会立候補スピーチの原稿を顧問弁護士に作らせたり、入院中に心停止したにも関わらず電話越しのヒナの声で蘇生するなど常軌を逸した行動を見せることがある。
36話にて引退して馬場に跡目を譲るが、いまだ組への影響力は強い。
単行本19巻によると、ヤクザである事が原因で娘に絶縁されており、娘の子である孫娘に会えない反動でヒナを可愛がっていると作者が説明している。
馬場 清（ばば きよし）
声 - 小山剛志
芦川組の若頭（かしら）、のちに組長。若干思い込みが激しく、組長の病室爆破事件や内藤の実子を引き合わせる計画など、真相を知る新田が訂正しようとしてもまったく聞く耳を持たないことが多い。また出所した内藤とは仲が良く共に相手を認め合っている。
サブの早とちりをきっかけに新田を殺害しかけるが、誤解と判明し責任をうやむやにするために、強引に新田を若頭に指名する。
親父の引退後は、新田の努力もあり跡目を継ぐ。11巻の時点で王道会若中、芦川組組長。なお本名は11巻まで一度も出てこなかった。
内藤 龍彦（ないとう たつひこ）
声 - 稲田徹
新田の兄貴分。"人斬り内藤"の異名を持つ武闘派で、拳銃の4人相手を刀で返り討ちにし、そのかどで長く収監されていた。怒鳴りつけたり暴力を振るうことがあり、新田の額の傷は昔、新田がタバコの火をつけ忘れたときに内藤が灰皿で殴りつけた時のもの。馬場とは同期であり仲が良く、2人して新田をからかうことがあるが、多くの功績を上げてきた新田のことを高く評価もしている。別れた妻である純子との間に仁志という名前の一人息子がいる。ヒナにはラーメンをおごることがあるらしい。
11巻の時点での肩書は舎弟頭。
膳場（ぜんば）
声 - 柳田淳一
芦川組の若頭補佐。馬場らの誤解から全身をコンクリートで固められた新田をなだめるために、若頭への出世を彼に譲る羽目になる。
サブ
声 - 河西健吾
本名は田中三郎。新田の舎弟。ヒナ、瞳とも顔なじみ。いつもスカジャンを着ている、典型的なチンピラ青年。ヒナを取り立てに連れて行ったり、債務者に逆切れされて謝るなど間抜けな行動が多い。組内でもバカで通っており、新田からの評価もあまり高くない。アンズの応援と称して週3で新田に彼女のラーメンを食べさせられることに内心辟易している。追いつめられると嘔吐する癖がある。話を追うごとに、新田が殺されかける、アンズがなけなしの小遣いを失ったりラーメン店の休業のきっかけを作るなど、本人の悪意の有無関係なく、周りの人間に不幸を舞いこませる、凄まじく悪質なトラブルメーカーとなっていく。

### CENTRAL PARK（セントラルパーク）
街で路上演奏をしていた4人組ロックバンド。「エンジェル」、「アイアムゴッド」などの楽曲がある。ヒナが新田に勘当された際、ヒナに路上で稼ぐ方法を教え、その後ヒナの手品（超能力）と自分達の演奏を組み合わせて集客を増やしていった。ヒナが抜けた後もロックとイリュージョンを融合した“ロックージョン”を標榜しメジャーデビューを果たすが、活動を休止しアメリカでイリュージョンを学ぶためアルバイトをしている。アメリカに渡ったもののただの手品で求めるイリュージョンはなかった。単行本15巻でアツシ以外のメンバーがバンドをやめ解散するが、未来を変える決意をしたヒナがアンズとマオを誘ってアツシとともにネオセントラルパークを結成した。
山本 アツシ
声 - 八代拓
CENTRAL PARKのボーカル。動画でマオを見つけ、気功でイリュージョンを再現できるのではと思い中国に渡る。マオとともに日本に戻りヒナの居場所を教えて超人拳法に入門。後にマオやヒナの力が超能力だと知る。日本では超人フィットネスのインストラクターとしてマオたちと暮らしていたが、中国でマオの力で李を倒し超人拳法のトップとなった。
未来ではヒナ達が在籍していた組織のトップとなり、「導師」と呼ばれていたが、ヒナが暴走して町を破壊したことで計画を中止しようとするが裏切られ拘束された。
四郎
声 - 水中雅章
CENTRAL PARKのギター。バンド脱退後は楽器屋で働いていたがヒナがバンドを再結成する際にはバンド時代に使っていたギターを渡した。実はサブの弟という裏設定がある。
哲二
声 - 高橋伸也
CENTRAL PARKのベース。バンド脱退後は別のバンドに行ったがヒナがバンドを再結成する際にはベースを渡した。
清丸
声 - 中村和正
CENTRAL PARKのドラム。バンド脱退後は就職したがヒナがバンドを再結成する際にはステックを渡した（しかし、消耗品なので買い替える必要があることを伝えるとヒナに軽いねと言われた）。

### 帝辺高等学校
ヒナの通う高校。名前の通り入学試験に記名するだけで合格できるレベルの男女共学の底辺校。不良が5割、オタクが2割、普通の生徒3割で中退していく者も多い。
横山 霞（よこやま かすみ）
ヒナのクラス1年B組の担任。29歳。常に禁煙パイポを咥えている。自称、底辺校ウォッチャー。
無気力教師で面倒事には近づかず、授業中に生徒が喧嘩をしてもスマホでゲームをしているなど無責任な性格。
主任にヒナと藤次郎を指導するよう命じられるが、「ただのバカだから問題ない」と2人を放置。いざ2人が問題を起こすと責任を逃れようとする。
山中 藤次郎（やまなか とうじろう）
ヒナのクラスメイト。髪型はモヒカン。「殺」と書かれたマスク、Tシャツを着用しており、殺マスクは小学生のころにいなくなった母親が、風邪をひいて寝込んだ際に「これで菌もイチコロよ」と渡してくれたことに由来する。新田を尊敬しており、新田の作った弁当を食べた際は「あったかい」味に感動し、涙を流した。本名ではなく二つ名である「殺人ニワトリ（略してニワトリ）」と呼ばれることを望んでいるが、マスクのせいで「殺マスク」と呼ばれている。
殺マスクを馬鹿にされたことが原因でクラスメイトと喧嘩になり、投げた椅子が居眠りしていたヒナを直撃。ヒナに謝罪するが殺マスクを見たことでヒナが暴走。窓ガラスを突き破り教室の外へ投げ出され、ヒナとともに1カ月の停学処分を受ける。新田の妹が空手部顧問に就任したと知り、空手部に入部する。
足立（あだち）
ヒナのクラスメイト。髪型はリーゼント。山中と仲が良い。ヤンキーだが、山中のせいでまともに見えてしまう。山中と同じく新田に憧れており、自宅を訪ねて卒業後に舎弟にしてくれと二人で頼み込んだこともある。山中と同じく空手部に入部する。

### その他
新田 美佳（にった みか）
声 - 本多真梨子
新田の2歳下の妹。独身。元は役場職員だったが退職し、特に何も考えないまま上京し兄の家に転がり込む。自己中心的で気分屋でガサツな性格。ズボラなためか普段着はほぼジャージ。かなりの酒豪。カラテの黒帯所有者であり腕っ節も強く、学生時代はカラテの練習と称してヤンキー狩りをしながら、やってはいけない技を試すなどして停学処分を受けていた。またヒナとのゲーム対戦中に勢いあまってヒナの首に肘を入れてからはその傍若無人っぷりもあいまってしばらくヒナに避けられ「ああはなりたくない」と言わせた。
単行本12巻において帝辺高校の空手部顧問に就職する。部活指導においても暴力性は全く変わっておらず、部員である山中や足立の顔面を毎日のように殴り続け、二人から「キチガイモンスター」呼ばわりされる。母親から年齢と膨大な酒代から実家に戻らず、東京で自立して欲しいと願われている。負けたら部活指導での凶行を止めることを条件に新田と対戦するが、ヒナの力を借りた新田に顔面突きの寸止めを受け、負けを認める。その後も空手部の顧問は続けているが、暴力込みの指導はある程度自重している。作者曰く「生まれる時代と性別を間違えた人」。
三嶋 美奈子（みしま みなこ）
声 - 櫻井浩美
三嶋瞳の母親。主婦で圭一郎とはお見合い結婚。身長138センチメートルの上に外見は非常に幼く童顔で、昼間に外を出歩いていると補導されてしまうほどである。瞳が中学時代バーで働き朝帰りをした際には、夜遊びをしてふしだらな行為でお金を稼いでいると思い込み激怒し問い詰めたが、後にバーでの接客やその他の仕事を通じて一流企業の経営者たちとの人脈を得ていることを知ると、あっさり納得してマンションでの一人暮らしも含めて容認している。
圭一郎の帰国と再就職後、主婦生活で暇を持て余していたところに瞳にネットゲームを勧められると熱中し、たまたまヒナの所属するギルドのオフ会に参加した際にメンバーからチヤホヤされたことでさらに中毒化。家事放棄が目立つようになり夫との仲も完全に冷え切っていたが、圭一郎の機転で新婚旅行で訪れた旅館に行き夫婦仲を修復した。
三嶋 圭一郎（みしま けいいちろう）
三嶋瞳の父親。海外へ単身赴任していたサラリーマンだったが勤め先が倒産したことにより帰国。娘の実態は知らないため就職先の面接で瞳の会社に現れ対面、混乱する。別人ということで納得し採用される。
やっさん
声 - 辻親八
町内の宮川公園で寝泊まりしているホームレス。サブとは知り合い。以前、食い逃げや万引きを繰り返していたアンズの居場所を1万円で売った負い目もあり、商店街の面々に追われているアンズの逃走の手助けをする。その際アンズに自身の娘が幼少期だったころの面影を重ね、ホームレスとして生き抜く生活の知恵を教える。
整理事業により住んでいた公園を追われアンズと別れた後は、行政の支援により働き始める。アンズの始めた屋台を訪れた際には、久々の再会に感激し涙を流した。
シゲさん
声 - 古川伴睦
やっさんと同じく宮川公園で寝泊まりしている初老のホームレス。ぶっきらぼうな性格で当初はやっさんの連れてきたアンズにも冷たい態度を取るが、アンズがその場で即興で歌った歌に心を揺さぶられ感動する。その後はあやとりを教えるなど孫のように親密に接することとなった。
整理事業により住んでいた公園を追われアンズと別れた後は、行政の支援により働き始める。やっさんと共にアンズの始めた屋台を訪れた際には、アンズとの久々の再会に号泣した。
山口（やまぐち）
新田が社長を務める金融会社から借り入れた約500万円の返済のため銀行強盗をした男。逃走中にヒナ達が通う中学校の教室に逃げ込んだが、成り行き上なぜか自分自身を議題とする学級会が開かれることになり、その中で改心する。最後は中学校を包囲する警察官に自ら投降した。
吉田（よしだ）
声 - 竹内栄治
河川敷で電化製品の粗大ゴミを買い取り、修理後にリサイクルショップに転売することで稼いでいるホームレス。ヒナが新品で購入したテレビや瞳が自宅から持ってきた明らかに粗大ゴミではない箱入りテレビに困惑しつつもすべて買い取った。
社長
新田の金融会社から借金をした町工場の社長。サブの取立てに対しては口八丁手八丁で言いくるめ、最終的には逆ギレして謝らせるなどの豪腕さを見せるが、後日、まんじゅうを食べにきただけのヒナの発言や行動を曲解して、子供を使って厳しい追い込みを掛けられたと勘違いし、全額返済後に新田を鬼畜外道のハイエナ野郎と罵った。
一郎（いちろう）、二郎（じろう）
ヒナを誘拐し新田に身代金を要求した誘拐犯の兄弟。初めはヒナが超能力でいつでも逃げられると考えていた新田に全く相手にされていなかったが、足の痛みでヒナの力が使えないと判明したため新田と直接取引をする機会を得る。その後、たまたま出前に来ていたアンズの協力もありヒナが力を取り戻したかに見えたが、力が暴走してしまい自分達がいるビルが倒壊してしまった。実はサブの兄たちという裏設定がある。
朝霧 志保（あさぎり しほ）
声 - M・A・O
瞳の派遣社員時代の先輩OL。後輩イジメが好きな意地の悪い性格だが、瞳の器量を認めている。
瀬田 大介（せた だいすけ）
声 - 松本忍
テレビ局のドキュメンタリー番組のディレクター、ジャーナリスト。敵対する組の壊滅やビル爆破など実質的にはヒナが起こした事件を新田の武勇伝と勘違いし、新田の密着ドキュメンタリーを撮影することになる。しかし元々武闘派ではない新田の日常が当初の目論見からあまりにも乖離していたため、ヤラセを撮影した上に悪意のある編集を行い、暴力と金にしか興味がない男であるかのように捏造した。三年後にはバラエティー番組のプロデューサーに転身しており、自分が担当する番組内の「芸能人が会いたい人」という企画コーナーにマオを出演させ、斑鳩を探し出し再会させた。
王 了解（おう りょうかい）
超人拳法の門下生の一人。師父にマオの監視を任されていた。マオが日本での支部設立を認められた後は、ともに日本に渡り超人フィットネスを経営している。スキンヘッドであるため、マオとアツシからは「ツルツル」と呼ばれている。
李　用（り　よう）
声 - 相馬康一
超人拳法の師範。中国を放浪していたマオを引き取り役人とのコネで身分を与え超人拳法の広告塔にして門下生を増やしていた。日本に行きたがるマオを引き止めるが、マオが試練を突破すると、日本での支部設立を認め、手段を問わず会員を増やすよう命じた。マオからは「ツルツルシワシワ」と呼ばれている。王からは師父と呼ばれ尊敬されていたが、本性は金銭と女性や酒といった物にしか興味の無い俗物であり、超人フィットネスから吸い上げた金を豪遊に使い、更に王の父親を罠にかけ今の地位を得たことを暴露したためマオ達の怒りを買い、超人拳法から追い出される。
米光 光（よねみつ ひかる）
王道会幹部太田組組長。新田の危険性を説き郷田をたしなめる。
郷田 剛（ごうだ つよし）
太田組若頭。同時期に若頭になった新田が武闘派として評判になっているのが気に食わず危害を加えようとするが、本人に気づかれないままヒナたちに妨害されて失敗する。
林（はやし）
瞳の会社で働く社員。林夫妻の息子。中途採用された年上の圭一郎の教育係となり大声で説教するなど、普段の仕事においてはやる気のある一面を見せる。アンズの営業する屋台に行った際、（社長の瞳の前であるにもかかわらず）アンズをナンパしかけたことが発端となり、アンズが自らの妹であることを知る。父親と昔喧嘩して家を出ており、母親からの電話でアンズの存在だけは聞かされていた。父親との関係は未だ改善されてないようで、アンズの描いた絵がコンクールで入選したのを記念して、新田が開いた祝勝会で偶然再会した際にも、口論になってしまい顔面を殴られた。
津田 雅樹（つだ まさき）
関西を拠点とする邪道会系三神会の若頭。新田と同じく、いきなり自分の部屋に現れたハルと、なし崩しに生活している。当初、ハルの能力は知らず、ただ家事が上手な同居人として側に置いていたが、その関係を他の組員に誤解され、度々少年愛呼ばわりされる。その後はハルの能力を知り、その能力を利用して東京の王道会の縄張りに侵略を図る。当初は優勢だったものの、ヒナに念動力で操られた新田に破れる。結果、三神会からは失敗の責任を取らされ、追放される。
新田と対照的にズボラな性格の持ち主である。一方で、ハルが抗争の巻き添えになりかかった時は、自分が怪我をしていても「逃げろ」と忠告するなど、筋は通すところもある。
ハル
未来から来た超能力が使える少年。ヒナのことを「ヒナお姉さん」と呼ぶ。出力はヒナと同格クラス。ただし人を念動力で操る能力では、格ゲーをやり込み実際に新田を度々操っているヒナに敗れるなど、応用力や精密性では劣る。津田に拾われ以降彼に力を貸している。ヒナ達が所属していた超人会が壊滅後、彼らが残した研究資料を元に政府が生み出した超能力者である。ヒナの暴走で群馬県のある町が壊滅し、それが発端となって起きた内戦を回避する使命を帯びて現代にやって来た。アツシと”ロックージョン”をすることで未来を変えようとしたが、アツシが自分の力で何とかすると断ったため関係者に協力しないように頼む。その後は経過観察で未来には干渉せずヒナに勝つことを考えている。

## 書誌情報
- 大武政夫『ヒナまつり』 KADOKAWA〈ビームコミックス→ハルタコミックス〉、全19巻
  1. 2011年07月15日発売、ISBN 978-4-04-727381-8
  2. 2011年11月15日発売、ISBN 978-4-04-727629-1
  3. 2012年03月03日発売、ISBN 978-4-04-727878-3
  4. 2012年12月15日発売、ISBN 978-4-04-728603-0
  5. 2013年07月13日発売、ISBN 978-4-04-729003-7
  6. 2014年03月03日発売、ISBN 978-4-04-729497-4
  7. 2014年09月13日発売、ISBN 978-4-04-729918-4
  8. 2015年03月03日発売、ISBN 978-4-04-730270-9
  9. 2015年09月14日発売、ISBN 978-4-04-730616-5
  10. 2016年03月03日発売、ISBN 978-4-04-730931-9
  11. 2016年09月15日発売、ISBN 978-4-04-734246-0
  12. 2017年03月03日発売、ISBN 978-4-04-734422-8
  13. 2017年09月15日発売、ISBN 978-4-04-734628-4
  14. 2018年03月15日発売、ISBN 978-4-04-734835-6
  15. 2018年09月15日発売、ISBN 978-4-04-735136-3
  16. 2019年03月01日発売、ISBN 978-4-04-735356-5
  17. 2019年09月14日発売、ISBN 978-4-04-735622-1
  18. 2020年04月15日発売、ISBN 978-4-04-736111-9
  19. 2020年08月12日発売、ISBN 978-4-04-736171-3

既述のとおり、単行本第1巻第1話の「超能力少女現る！」は読みきり掲載。これは掲載誌上ではサブタイトルおよび通算の話数の表記はなかったもので、単行本収録時にサブタイトルと話数表記が付けられた。連載開始の第1話は、第1巻第2話の「大人の世界」であり、雑誌掲載時にこれが「第一話」と表記されていた。これにより、当初単行本の話数表記と掲載誌上のそれには「ずれ」が生じ、掲載誌表記の話数に1足したものが単行本の話数（読みきりを含めた通算の話数）となっていた。この調整のため掲載誌では「第十五話」の次を「第十七話」とし、第4巻以降は単行本と掲載誌の話数のずれはなくなった。また、単行本には各話の間をつないだり後日談としてのエピソードを描いたショートショート的短編「EXTRA」が数本描きおろし収録されている。第16巻では雑誌掲載時の第85話→第82話、第82話→第83話、第85話→第83話、と順番が一部入れ替わっており、EXTRAは無しとなっている。18巻は雑誌掲載時の第94話と第95話が入れ替わっている。
第3・6・8・10・12巻は雛祭りにあわせての発売となったため、同月に発売された他の〈ビームコミックス〉レーベル作品と発売日がずれている。

## テレビアニメ
| 原作                          | 大武政夫                                                    |
| 監督・絵コンテ                | 及川啓                                                      |
| 助監督                        | 松原桂                                                      |
| シリーズ構成・脚本            | 大知慶一郎                                                  |
| キャラクターデザイン          | 神本兼利                                                    |
| 小物設定                      | 竹内哲也、重本和佳子                                        |
| キーアニメーター              | 竹内哲也、荒木涼 桝田邦彰、徳田賢朗                         |
| 美術監督                      | 吉原俊一郎、桐本裕美子                                      |
| 美術設定                      | 青木薫                                                      |
| 色彩設計                      | 岩井田洋                                                    |
| 撮影監督                      | 中村雄太                                                    |
| 3D監督                        | 佐藤美歩                                                    |
| 編集                          | 平木大輔                                                    |
| 音響監督                      | 本山哲                                                      |
| 音楽                          | 三澤康広                                                    |
| 音楽制作                      | 日本コロムビア                                              |
| 音楽プロデューサー            | 植村俊一                                                    |
| プロデューサー                | 吉武真太郎、菊島憲文、谷口博康 磯谷徳知、中東豊和、尾形光広 |
| アニメーション プロデューサー | 上坂陽一郎                                                  |
| アニメーション制作            | feel.                                                       |
| 製作                          | ヒナまつり製作委員会                                        |

2018年4月から6月にかけてAT-X・TOKYO MXほかにて放送された。

### 制作
2016年ごろに企画がスタートし、監督、脚本家、キーアニメーター、制作会社など、「やはり俺の青春ラブコメはまちがっている。続」や「この美術部には問題がある!」を制作したスタッフたちが集結している。脚本はシリーズ構成の大知が、絵コンテは監督の及川が全話数を担当。アフレコは2017年12月から始まり、2018年4月までに最終話までのアフレコを終えている。
シナリオ構成は、原作者の大武が必ず入れたいエピソードを挙げ、次に監督の及川の入れたいエピソードを挙げたうえで、シリーズ構成・脚本の大知がシナリオを制作した。その時に挙げられたエピソードとして、大武は第7話のヒナが生徒会選挙に立候補する回、第8話のマミが登場する回、第9話のコンクリドラム缶の回、第11話の「血と暴力と金に飢えた男」を挙げ、及川は第9話のマオの無人島の回を挙げた。
「ヒナまつり」というタイトルを知らない視聴者に「続きを見たい」と思わせるようなインパクトを残すため、第1話冒頭のシーンは3年後のマオの話から始まっており、このシーンは最終話のBパートにも繋がるよう構成されている。また、アニメでは登場人物が痛みを表現する時に、「あいったー」と台詞を言うことがお約束となっている。これは及川が監督を務める作品の演出に取り入れるギャグ要素の一つである。
オープニング主題歌の「Distance」は、監督である及川の「ヒナまつりなのに良い曲だというボケをやりたい」という要望から制作された。また、オープニング映像では、ヒナがイクラ丼を常に持っている演出がなされた。これは、原作の表紙に常にイクラが登場していることが影響している。しかし、全てのカットにイクラを入れることは難しかったため、ほかのカットには詩子が代わりとして入れられ、オープニングとエンディングでは話が進むにつれて詩子が消えていく演出が取られた。
監督である及川によると「シュールで面白い原作であるだけに、原作を最大限生かすためのストライクゾーンは狭いと思った」とした上で、原作の持つ空気感を再現するために脚本・絵コンテ・演出・編集・アフレコ・ダビングの各セクションにおいて常に間とテンポに拘わるという方針のもと制作された。原作者の大武はアニメの出来栄えについて「クオリティがすげえ高えんだけど大丈夫？」と思ったことや、キャラの特徴を捉えて可愛く描かれていたことを語っており、印象に残った箇所としてオープニングや、キーアニメーターの竹内哲也による「あっちむいてホイ」の作画などを挙げている。

### 主題歌
「Distance」
村川梨衣によるオープニングテーマ。作詞・作曲は宮崎京一、編曲は東タカゴー。
「鮭とイクラと893と娘」
新田義史（中島ヨシキ）によるエンディングテーマ。作詞・作曲・編曲は三浦誠司。
「写真帖」
第6話で使用された石田燿子によるエンディングテーマ。作詞はMitsu、作曲・編曲は池田健仁。
「初めてのキモチ」
第12話で使用されたマオ（小澤亜李）によるエンディングテーマ。作詞はManami、作曲・編曲はLucas。
「エンジェル〜翼は砕けてもまた生える〜」
CENTRAL PARK（八代拓）による第4話挿入歌。作詞は山本アツシ（大武政夫）、作曲は三澤康広、編曲は山崎真吾。
「たいせつなひと」
千菅春香による第12話挿入歌。作詞はMitsu、作曲・編曲は滝澤俊輔。

### 各話リスト
| 話数     | サブタイトル                     | 演出                  | 作画監督                                                       | 総作画監督        |
| -------- | -------------------------------- | --------------------- | -------------------------------------------------------------- | ----------------- |
| 第一話   | 超能力少女現る！                 | 平井義通              | 神本兼利                                                       | 神本兼利          |
| 第二話   | 超能力勝負はこうやんだよ！       | 松原桂                | 立田眞一 田頭沙織 辻上彩華                                     | 神本兼利          |
| 第三話   | ホームレス生活入門編             | カネショウ オニョン   | 枡田邦彰 立田眞一 藤井結 辻上彩華                              | 神本兼利          |
| 第四話   | 勘当ロックンロールフィーバー     | 佐々木達也            | 謝宛倩 臼田美夫 関本美穂 杉山直輝                              | 神本兼利          |
| 第五話   | 三人集まれば文殊の知恵を打ち破れ | ふじいたかふみ        | 小池恵 鈴木美音織                                              | 神本兼利          |
| 第六話   | 新田さんの父親はダンディ         | 松原桂                | 川島尚                                                         | 枡田邦彰          |
| 第七話   | 看板娘アンズ始めました           | 名和宗則              | 立田眞一 田頭沙織 河村明夫                                     | 神本兼利          |
| 第八話   | そしてヒナはいつも通り           | 中田誠                | 阿部智之 鈴木美音織 小池恵 金井裕子 辻上彩華 古山瑛一朗        | 枡田邦彰          |
| 第九話   | 人生はサバイバル                 | 佐々木達也            | 謝宛倩 張紹偉 服部憲知 武田芽衣 日高真由美 重本和佳子 村上直樹 | 神本兼利          |
| 第十話   | 川の流れのように                 | 山田晃                | 原田峰文 大谷道子                                              | 神本兼利 枡田邦彰 |
| 第十一話 | 血と暴力と金に餓えた男           | ふじいたかふみ 松原桂 | 立田眞一 田頭沙織 川島尚                                       | 枡田邦彰          |
| 第十二話 | 雪まつり                         | 松原桂                | 日高真由美 清水慶太 柳伸亮 川島尚 中山みゆき 桜井正明          | 神本兼利          |

### 放送局
| 放送期間               | 放送時間                     | 放送局      | 対象地域 | 備考                                 |
| ---------------------- | ---------------------------- | ----------- | -------- | ------------------------------------ |
| 2018年4月6日 - 6月22日 | 金曜 21:00 - 21:30           | AT-X        | 日本全域 | 製作参加 / CS放送 / リピート放送あり |
| 2018年4月7日 - 6月23日 | 土曜 1:40 - 2:10（金曜深夜） | TOKYO MX    | 東京都   |                                      |
|                        |                              | KBS京都     | 京都府   |                                      |
| 2018年4月8日 - 6月24日 | 日曜 1:50 - 2:20（土曜深夜） | テレビ愛知  | 愛知県   |                                      |
|                        | 日曜 3:00 - 3:30（土曜深夜） | BS11        | 日本全域 | BS放送 / 『ANIME+』枠                |
| 2018年4月9日 - 6月25日 | 月曜 0:30 - 1:00（日曜深夜） | サンテレビ  | 兵庫県   |                                      |
|                        | 月曜 2:35 - 3:05（日曜深夜） | TVQ九州放送 | 福岡県   |                                      |

| 配信開始日    | 配信時間         | 配信サイト |
| ------------- | ---------------- | --- |
| 2018年4月6日  | 金曜 23:00 更新  | ひかりTV dTV |
| 2018年4月14日 | 土曜 0:00 - 0:30 | ニコニコ生放送 AbemaTV |
|               | 土曜 0:30 更新   | ニコニコチャンネル |
|               | 土曜 更新        | dアニメストア GYAO!ストア Rakuten TV バンダイチャンネル Hulu U-NEXT アニメ放題 J:COMオンデマンド ビデオパス Amazonプライム・ビデオ FOD Netflix DMM.com ビデオマーケット HAPPY!動画 あにてれ |
| 2018年4月16日 | 月曜 更新        | ムービーフルPlus |

### BD / DVD
| 巻 | 発売日         | 収録話          | 規格品番   | 規格品番   |
| 巻 | 発売日         | 収録話          | BD         | DVD        |
| -- | -------------- | --------------- | ---------- | ---------- |
| 1  | 2018年6月27日  | 第1話 - 第2話   | ZMXZ-12061 | ZMBZ-12071 |
| 2  | 2018年7月25日  | 第3話 - 第4話   | ZMXZ-12062 | ZMBZ-12072 |
| 3  | 2018年8月24日  | 第5話 - 第6話   | ZMXZ-12063 | ZMBZ-12073 |
| 4  | 2018年9月26日  | 第7話 - 第8話   | ZMXZ-12064 | ZMBZ-12074 |
| 5  | 2018年10月24日 | 第9話 - 第10話  | ZMXZ-12065 | ZMBZ-12075 |
| 6  | 2018年11月28日 | 第11話 - 第12話 | ZMXZ-12066 | ZMBZ-12076 |

### 実写特典映像
Blu-ray＆DVD各巻収録映像特典。出演は田中貴子、中島ヨシキ。
| 話数   | サブタイトル           |
| ------ | ---------------------- |
| 第一話 | 初めての壺作り         |
| 第二話 | ヒモの祭りとボルケーノ |
| 第三話 | 壺とイクラとワサビと丼 |
| 第四話 | 北海道はでっかいどぉー |
| 第五話 | ザ・イクラ             |
| 第六話 | 鮭とイクラと893と娘    |

### CD
| 発売日        | タイトル                                                        | 規格品番                                       |
| ------------- | --------------------------------------------------------------- | ---------------------------------------------- |
| 2018年5月9日  | TVアニメ「ヒナまつり」エンディングテーマ『鮭とイクラと893と娘』 | COZC-1436-7（初回限定盤） COCC-17452（通常盤） |
| 2018年6月6日  | ヒナまつり音楽集〜花も嵐も踏み越えて〜                          | COCX-40319                                     |
| 2018年6月27日 | ヒナまつり音楽集〜酒は涙か溜息か〜                              | COCX-40388                                     |
| 2018年7月25日 | ラジオ『ヒナまつり』Little Songへようこそ Vol.1                 | TBZR-1025/6                                    |

### Webラジオ
本渡楓（三嶋瞳 役）と日笠陽子（桜詩子 役）によるラジオ番組『ラジオ『ヒナまつり』Little Songへようこそ！』が音泉にて2018年4月9日から7月2日まで配信された。毎週月曜更新。同年7月15日には『インターネットラジオステーション＜音泉＞27時間ニコ生放送』内の枠番組として配信された。
ゲスト
- 第3回：田中貴子（ヒナ 役）
- 第5回：中島ヨシキ（新田義史 役）
- 第7回：河西健吾（サブ 役）
- 第9回：小澤亜李（マオ 役）
- 第10回：大武政夫（原作者）
- 第11回：村川梨衣（アンズ 役）

コーナー
- 詩子の口説かれない講座！
- 瞳のカクテルクイズ
- Little Song超能力捜査官！